# Kollo (Guiaro)
Pour les articles homonymes, voir Kollo (homonymie).
Kollo est une commune rurale située dans le département de Guiaro de la province du Nahouri dans la région du Centre-Sud au Burkina Faso.

## Géographie
Kollo est situé à 5 km au sud-est de Guiaro.

## Santé et éducation
Le centre de soins le plus proche de Kollo est le centre de santé et de promotion sociale (CSPS) de Guiaro.